# Bisulcoentomozoe
Bisulcoentomozoe is een geslacht van uitgestorven kreeftachtigen uit de klasse van de Ostracoda (mosselkreeftjes).

## Soorten
- Bisulcoentomozoe kurtis Wang & Zhang, 1983 †
- Bisulcoentomozoe tuberculata Wang & Zhang, 1983 †